# شوكان (ذمار)

تعديل مصدري - تعديل

شوكان هي إحدى قرى عزلة منقذة بمديرية مدينة ذمار التابعة لمحافظة ذمار، بلغ تعداد سكانها 2,060 نسمة حسب تعداد اليمن لعام 2004.